# Cincloramphus rufus
La yerbera de Fiyi (Cincloramphus rufus) es una especie de ave paseriforme de la familia Locustellidae endémica de las islas Fiyi, en el Océano Pacífico.

## Taxonomía
Anteriormente se clasificaba como la única especie del género Trichocichla, pero posteriormente fue trasladada al género Megalurulus. Los primeros ejemplares fueron capturados en 1890 y en 1894 se recolectaron otros cuatro, después de lo cual no se volvieron a ver ejemplares de esta especie hasta 1974 (aunque hubo algunos avistajes no firmados). En 1974 se descubrió la subespecie C. r. cluniei. En el 2003 científicos de BirdLife International que operaban en la Wabu Forest Reserve en Viti Levu descubrieron una pequeña población de yerbera de Fiyi. Se avistaron 12 parejas, junto con dos polluelos.

## Descripción
La yerbera de Fiyi mide 19 cm de largo y posee cola y patas largas. Su plumaje es de color marrón rojizo, tiene blancos la garganta, el pecho y el vientre, su cara se encuentra cruzada por una banda distintiva en el ojo. Es un ave tímida y difícil de avistar mientras se alimenta a nivel del suelo en parejas o pequeños grupos familiares. Su llamada de alarma es muy característica, y posee un canto variable y fuerte similar al de Horornis ruficapilla.

## Distribución y hábitat
La especie es endémica de las islas Fiyi en el Océano Pacífico.  Su hábitat natural son los bosques nativos montanos en Viti Levu, por lo general en áreas adyacentes a arroyos.
Posteriormente se fueron encontrando varias poblaciones más en otros emplazamientos de bosque primarios de montaña, entre los 300 y 800 m s. n. m. Su población se considera estable o al menos no en declive rápido, y aunque la población er reducida (entre 50-249 ejemplares adultos) el hábitat está protegido lo suficiente para que siga así way (BirdLife International, 2006). Entre sus amenazas e incluye la tala y la introducción de invasores foráneos (la mangosta índica o la rata negra). No se ha cuantificado el nivel de amenaza pero parece seria. (BirdLife International, 2006)